# Premios Darwin

Charles Darwin da nombre a este galardón que premia la nueva evolución de la estupidez humana

Un Premio Darwin es un premio irónico que toma su nombre del creador de la teoría de la evolución Charles Darwin. Se basa en el supuesto de que la humanidad mejora genéticamente cuando ciertas personas sufren accidentes, muertes o esterilizaciones por un error absurdo o un descuido. Se desechan los bulos, las leyendas urbanas o historias inventadas para recibir el premio, y sólo se admiten historias que hayan ocurrido realmente.
Los Premios Darwin se conceden, generalmente de forma póstuma, al individuo o individuos que se eliminan del acervo genético de la manera más espectacular. Sin embargo, hay una excepción respecto a la condición de que deben morirse para recibir el premio. Si un individuo no muere pero queda incapaz de tener hijos tendría la posibilidad de recibir el «premio honorífico» mientras aún esté vivo. 
Este curioso premio ha motivado la publicación de varios libros y una película dirigida por Finn Taylor titulada The Darwin Awards (2006).

## Historia
Los Premios Darwin han circulado en Estados Unidos desde 1985 a través de correo electrónico y en discusiones de un grupo en Usenet; en el archivo de Google Usenet están registradas las primeras concesiones de los Darwin. El 7 de agosto de 1985 apareció un artículo sobre una absurda muerte relacionada con una máquina expendedora (Vending Machine Tipover) y el 7 de diciembre de 1990 otra acerca de un coche al que se le añadió el motor de un cohete (JATO Rocket Car). Esta última historia se difundió a través de correo electrónico entre 1995 y 1997.
Se han difundido por correo electrónico listas con los ganadores anuales de los premios desde 1991. Hay varias páginas web que recogen información sobre los premios, una de ellas es darwinawards.com, que fue creada en 1994. Su actualización está a cargo de Wendy Northcutt, su diseñadora, que también ha escrito varios libros sobre este tema.

## Requisitos para ganar el premio
Northcutt ha establecido cinco requisitos: 

### «Imposibilidad de reproducción»
- «El candidato debe estar muerto o haber quedado estéril»

A veces esto puede ser motivo de disputa. Los candidatos pueden ser rechazados debido a la edad o por haberse reproducido antes de su muerte. Para evitar debates acerca de la fecundación in vitro, inseminación artificial o clonación, el libro original de los Premios Darwin aplica el criterio de la «isla desierta» a sus candidatos: Si la persona es incapaz de reproducirse en una isla desierta con un miembro fértil del sexo opuesto, él o ella será considerado estéril. En general, los ganadores del premio suelen estar muertos, quedando sus órganos sexuales inútiles.

### «Excelencia»
- «Asombrosa falta de sensatez».

La imprudencia del candidato debe ser única y sensacional porque el premio pretende ser gracioso. Un gran número de imprudencias pero a su vez de actividades comunes, como fumar en la cama, están excluidas de ser apreciadas. A pesar de ello, una muerte causada por fumar después de haber recibido un ungüento inflamable en un hospital cuando se había especificado que no fumase puede ser motivo de nominación. Una «Mención honorable» (un hombre que intentó suicidarse tragando píldoras de nitroglicerina, y luego intentó hacerlos detonar chocándose contra una pared) suele estar en esta categoría, a pesar de actuar intencionadamente, lo que normalmente descalificaría al candidato.

### «Autoselección»
- Causar la «Imposibilidad de reproducción» - el punto número uno - a sí mismo.

Matar a un amigo con una granada de mano no sería elegido, pero matarse uno mismo fabricando un dispositivo casero que lanzara una granada para limpiar la chimenea, podría ser elegido. El premio no se concede a alguien que mate a otra persona o haga que esta quede estéril, a no ser que el responsable esté directamente implicado.

### «Madurez»
- La persona debe estar en su sano juicio.

El candidato debe tener la edad legal para conducir y no padecer ningún tipo de discapacidad mental.

### «Veracidad»
- El acontecimiento debe ser verificado.

La historia debe estar documentada por fuentes fiables como artículos de periódicos serios, reportajes en televisión o testigos oculares. Si se descubre que una historia es falsa será descalificada. Algunas historias bastante curiosas han pasado a los anales como meras leyendas urbanas.

## Ejemplos
Entre los ganadores de los Darwin Awards se encuentran:
- Malabarismo con granadas de mano (Croacia, 2001)[3]
- Dejar un cigarrillo encendido en un almacén lleno de explosivos (Filipinas, 1999)
- Saltar de un avión para grabar a paracaidistas sin haberse puesto el paracaídas (Estados Unidos, 1987)[4]
- Intentar obtener suficiente luz para mirar por el cañón de una pistola cargada utilizando un mechero (Estados Unidos, 1996)[5]
- Iluminar un depósito de combustible usando un mechero para comprobar si contiene algún elemento inflamable (Brasil, 2003)[6]
- Intentar jugar a la ruleta rusa con una pistola semiautomática que carga automáticamente el siguiente cartucho en la recámara,[7] o jugar a la ruleta rusa con una mina terrestre[8]
- Chocar contra una ventana y caer intentando demostrar que el cristal de la misma era irrompible[9]

La página de los Darwin Awards entrega una «Mención honorífica» a aquellas personas que sobreviven a sus aventuras con su capacidad reproductiva intacta, por suerte o azar. Un ejemplo es Larry Walters, que ató globos inflados con helio a una sillas y estuvo volando sobre Long Beach (California) en julio de 1982. Alcanzó una altura de más de cinco mil metros, y fue multado posteriormente por atravesar el espacio aéreo sin autorización. Otra mención honorífica fue concedida a dos hombres que intentaron robar en la casa del futbolista Duncan Ferguson (que había sido juzgado cuatro veces por agresiones y había estado seis meses en la cárcel Barlinnie de Glasgow) en 2001, uno de los ladrones tuvo que estar tres días hospitalizado tras el violento enfrentamiento con el jugador.

### Ganadores especiales
Cada año, un ganador es elegido como el más «honorífico» de todos, y es premiado como el «Premio Darwin del Año». En 2007, el ganador fue «The Enema Within», según la cual un hombre murió por intoxicación etílica después de haberse introducido dos botellas de 1,5 litros de jerez por vía anal.